# Ocupació del Japó
Al final de la Segona Guerra Mundial, el Japó va ser ocupat per les forces aliades, liderades pels Estats Units amb contribucions per part d'Austràlia, l'Índia britànica, el Regne Unit i Nova Zelanda. Aquesta presència d'ocupació estrangera va constituir la primera vegada que la nació-illa era ocupada per una potència estrangera des de la seva unificació. El Tractat de San Francisco signat el 8 de setembre de 1951 va entrar en vigor el 28 d'abril de 1952 i va marcar la fi de l'ocupació aliada.

## Fi de l'ocupació
El 1949, Douglas MacArthur va segellar un canvi radical en l'estructura de poder de la Comandància Suprema de les forces aliades que va augmentar el poder dels governants nadius del Japó, i com la seva atenció (i la de la Casa Blanca) es va desviar gradualment a la Guerra de Corea, l'ocupació va començar a arribar al seu final. El Tractat de San Francisco, signat el 8 de setembre de 1951, va marcar el final d'ocupació aliada, que va entrar en vigor el 28 d'abril de 1952, i Japó va ser una vegada més un Estat independent (amb l'excepció d'Okinawa, que va estar sota control nord-americà fins al 1972, i d'Iwo Jima, que va estar sota control nord-americà fins al 1968). Tot i que uns 47.000 militars nord-americans van romandre al Japó, i encara s'hi mantenen, es troben allà per invitació del govern japonès, sota els termes del Tractat de Cooperació i Seguretat Mútua entre els Estats Units i Japó, i no com una força d'ocupació.